# Егу-Вив (Аријеж)
Егу-Вив (фр. Aigues-Vives) насеље је и општина у јужној Француској у региону Миди Пирене, у департману Арјеж која припада префектури Памје.
По подацима из 2011. године у општини је живело 591 становника, а густина насељености је износила 114,53 становника/km². Општина се простире на површини од 5,16 km². Налази се на средњој надморској висини од 410 метара (максималној 621 m, а минималној 391 m).

## Демографија
| 1962. | 1968. | 1975. | 1982. | 1990. | 1999. | 2011. |
| ----- | ----- | ----- | ----- | ----- | ----- | ----- |
| 166   | 188   | 197   | 339   | 462   | 485   | 591   |

График промене броја становника у току последњих година